# حرفة الميدان

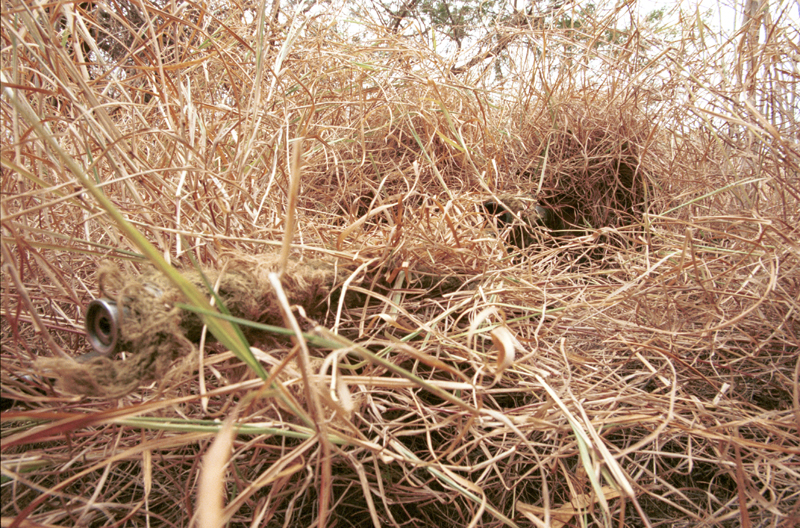
قناص متخفي

حرفة الميدان (بالإنجليزية: Fieldcraft)‏ مصطلح عسكري يستخدم عادة في الدوائر العسكرية البريطانية لوصف المهارات العسكرية المبدئية اللازمة للعمل بتخفي في ميدان المعركة بغض النظر عن أحوال الطقس وطبيعة التضاريس. هناك شعار لهذه الحرفة هو "أن ترى بدون أن تُرى"؛ وهذا هو أساس التدريب خلال دروس تعلم هذه الحرفة.
تتضمن حرفة الميدان القدرة على التخفي، حيث هناك فرق بين الابتعاد عن الأنظار وبين التغطية حماية من نيران الأعداء. واستخدام طبيعة الأرض للتحرك بدون أن يتم رصد المتحرك. ومهارات عبور الأراضي والعوائق، وكيفية اختيار مواقع جيدة لإطلاق النار. ومواضع استلقاء، وأماكن للتخييم. وكيفية تنفيذ المراقبة بكفاءة، والتعرف على وحدات العدو الخفية، والقدرة على رصد مواقع إطلاق نيران العدو باستخدام عدد من التقنيات.
تعد حرفة الميدان مهمة بشكل كبير لأفراد المشاة والقوات الخاصة.